# Football Club de Martigues
Il Football Club de Martigues, noto come FC Martigues o Martigues, è una società di calcio di Martigues, città della Francia. È stata fondata nel 1921. Il 20 luglio 2025, a seguito di un'udienza il Martigues è stato dichiarato fallito ed è stato relegato nel Régional 1, la sesta serie del campionato francese.

## Rosa 2024-2025
| N. |                           | Ruolo | Calciatore         |
| -- | ------------------------- | ----- | ------------------ |
| 3  | Guadalupa (bandiera)      | D     | Steve Solvet       |
| 5  | Guinea (bandiera)         | D     | Simon Falette      |
| 6  | Francia (bandiera)        | C     | Francis Kembolo    |
| 7  | Francia (bandiera)        | C     | Oualid Orinel      |
| 9  | Francia (bandiera)        | A     | Romain Montiel     |
| 10 | Francia (bandiera)        | C     | Karim Tlili        |
| 11 | Francia (bandiera)        | A     | Abdoul Diawara     |
| 12 | Francia (bandiera)        | C     | Milan Robin        |
| 13 | Francia (bandiera)        | C     | Amine Hemia        |
| 14 | Rep. del Congo (bandiera) | A     | Bevic Moussiti-Oko |
| 17 | Francia (bandiera)        | C     | Steve Shamal       |
| 18 | Marocco (bandiera)        | D     | Ayoub Amraoui      |
| 19 | Costa d'Avorio (bandiera) | A     | Patrick Ouotro     |

| N. |                           | Ruolo | Calciatore         |
| -- | ------------------------- | ----- | ------------------ |
| 20 | Martinica (bandiera)      | P     | Yannick Etilé      |
| 21 | Algeria (bandiera)        | D     | Yanis Hadjem       |
| 22 | Comore (bandiera)         | D     | Akim Djaha         |
| 23 | Mali (bandiera)           | C     | Mahamé Siby        |
| 24 | Francia (bandiera)        | C     | Léandro Morante    |
| 26 | Francia (bandiera)        | C     | Samir Belloumou    |
| 27 | Rep. del Congo (bandiera) | A     | Alain Ipiélé       |
| 29 | Francia (bandiera)        | C     | Oucasse Mendy      |
| 30 | Francia (bandiera)        | P     | Jérémy Aymes       |
| 39 | Guadalupa (bandiera)      | D     | Nathanaël Saintini |
| 40 | Francia (bandiera)        | P     | Yan Marillat       |
| 41 | Francia (bandiera)        | C     | Mohamed Bamba      |

## Palmarès

### Competizioni nazionali
- Campionato francese di seconda divisione: 1

1992-1993 (girone A)
- Championnat National 2: 1

2021-2022 (girone C)

### Competizioni giovanili
- Coppa Gambardella: 1

1968

### Altri piazzamenti
- Campionato francese di seconda divisione:

Terzo posto: 1996-1997
- Championnat National:

Secondo posto: 2023-2024